# Copa Mundial Femenina de Fútbol Sub-19 de 2004
El Campeonato Mundial del Fútbol Femenino Sub-20 de la FIFA Tailandia 2004 (en inglés: FIFA U-19 Women's World Championship Thailand 2004) fue la segunda edición de la Copa Mundial Femenina de Fútbol Sub-19 organizada por la FIFA. Esta versión del torneo se realizó del 10 al 27 de noviembre de 2004 en Tailandia, con la participación de 12 selecciones nacionales.
La fase de clasificación fue disputada por 90 participantes, de los cuales 11 pasaron a disputar el torneo final en Tailandia, cuyo equipo nacional ya tenía el boleto asegurado en calidad de anfitriona. Además de la selección local, otros cinco equipos hicieron su debut absoluto en la competición: China, Corea del Sur, España, Italia y Rusia.
La selección campeona fue Alemania, que derrotó a China en el encuentro final por 2-0. Estados Unidos, que llegaba al torneo como campeón defensor, se quedó con el tercer lugar.

## Organización

### Sedes
| Tailandia                 | Tailandia                     | Tailandia             |
| ------------------------- | ----------------------------- | --------------------- |
| Bangkok Chiang Mai Phuket | Bangkok                       | Bangkok               |
| Bangkok Chiang Mai Phuket | Bangkok                       |                       |
| Bangkok Chiang Mai Phuket | Estadio Rajamangala           | Estadio Suphachalasai |
| Bangkok Chiang Mai Phuket | Capacidad: 65 000             | Capacidad: 35 000     |
| Bangkok Chiang Mai Phuket |                               |                       |
| Bangkok Chiang Mai Phuket | Chiang Mai                    | Phuket                |
| Bangkok Chiang Mai Phuket | Provincia de Chiang Mai       | Provincia de Phuket   |
| Bangkok Chiang Mai Phuket | Estadio del 700.º Aniversario | Estadio Surakul       |
| Bangkok Chiang Mai Phuket | Capacidad: 25 000             | Capacidad: 16 000     |
| Bangkok Chiang Mai Phuket |                               |                       |

### Lista de árbitras
Informados en el Reporte Técnico y Estadístico de FIFA emitido a la finalización del torneo.
AFC
- Hong Eun-ah
- Pannipar Kamnueng
- Mayumi Oiwa
- Benjawan Tantiprasoplab

CAF
- Deidre Mitchell

Concacaf
- María Ortega
- Virginia Tovar

Conmebol
- Martha Toro

OFC
- Jacqui Melksham

UEFA
- Anna De Toni
- Sarah Girard
- Alexandra Ihringova

## Equipos participantes

### Clasificación
La repartición de los cupos clasificatorios al torneo fue la misma que la aprobada para el campeonato de 2002:
- AFC: 2 cupos
- CAF: 1 cupo
- Concacaf: 2 cupos
- Conmebol: 1 cupo
- OFC: 1 cupo
- UEFA: 4 cupos

En cursiva los equipos debutantes.
| Confederación | Confederación | Confederación | Confederación | Confederación | Confederación |
| ------------- | ------------- | ------------- | ------------- | ------------- | ------------- |
| AFC           | CAF           | Concacaf      | Conmebol      | OFC           | UEFA          |

| Equipos participantes | Equipos participantes | Equipos participantes | Equipos participantes |
| --------------------- | --------------------- | --------------------- | --------------------- |
| Alemania              | Canadá                | España                | Nigeria               |
| Australia             | China                 | Estados Unidos        | Rusia                 |
| Brasil                | Corea del Sur         | Italia                | Tailandia             |

### Sorteo
El sorteo de la fase de grupos se realizó el 11 de junio de 2004 a las 09:00 CET (UTC+1), y pudo ser seguido en vivo a través del sitio web oficial de FIFA.
Al momento de efectuarse, sólo siete selecciones se encontraban clasificadas al certamen, ya que los procesos clasificatorios de UEFA (que contaba con cuatro plazas) y CAF (con un solo cupo) todavía no habían finalizado. Fueron seleccionadas como cabezas de serie las selecciones ganadoras de los torneos clasificatorios de Conmebol, Concacaf y UEFA: respectivamente, Brasil, Canadá y España. Por otro lado, Tailandia, en su condición de anfitriona, fue colocada automáticamente en el grupo A. De acuerdo al criterio establecido, no podían incluirse en un mismo grupo dos selecciones de la misma confederación, a excepción de UEFA, que tendría dos en sólo uno de los grupos.
| Bombo 1 Cabezas de serie | Bombo 3 AFC         | Bombo 2 UEFA          | Bombo 4 CAF, Concacaf, OFC       |
| ------------------------ | ------------------- | --------------------- | -------------------------------- |
| Brasil Canadá España     | China Corea del Sur | Alemania Italia Rusia | Australia Estados Unidos Nigeria |

## Fase de grupos
- Los horarios corresponden a la hora local en Tailandia (UTC+7).

### Grupo A
| Selección | Pts. | PJ | PG | PE | PP | GF | GC | Dif. |
| --------- | ---- | -- | -- | -- | -- | -- | -- | ---- |
| Alemania  | 7    | 3  | 2  | 1  | 0  | 13 | 3  | 10   |
| Canadá    | 7    | 3  | 2  | 1  | 0  | 12 | 4  | 8    |
| Australia | 3    | 3  | 1  | 0  | 2  | 6  | 6  | 0    |
| Tailandia | 0    | 3  | 0  | 0  | 3  | 0  | 18 | −18  |

| 10 de noviembre de 2004 | Tailandia | 0:6 (0:6) | Alemania                                                                 | Estadio Rajamangala, Bangkok                         |                                                      |
| 17:00 THA (UTC+7) |           | Reporte   | Mittag 10' · Goeßling 12', 41' · Okoyino da Mbabi 17', 24' · Laudehr 43' | Asistencia: 40 000 espectadores Árbitra: Martha Toro | Asistencia: 40 000 espectadores Árbitra: Martha Toro |
| Tailandia hizo su debut absoluto en una Copa Mundial Femenina Sub-19; además, es la primera selección anfitriona en debutar con una derrota. |           |           |                                                                          |                                                      |                                                      |

| 10 de noviembre de 2004 | Australia    | 1:2 (0:2) | Canadá         | Estadio Rajamangala, Bangkok                                 |                                                              |
| 19:45 THA (UTC+7)       | McCallum 49' | Reporte   | Timko 14', 19' | Asistencia: 40 000 espectadores Árbitra: Alexandra Ihringova | Asistencia: 40 000 espectadores Árbitra: Alexandra Ihringova |

| 13 de noviembre de 2004 | Alemania                                           | 4:0 (2:0) | Australia | Estadio Rajamangala, Bangkok                         |                                                      |
| 17:00 THA (UTC+7)       | Okoyino da Mbabi 4' · Mittag 26', 73' · Blässe 85' | Reporte   |           | Asistencia: 5 000 espectadores Árbitra: María Ortega | Asistencia: 5 000 espectadores Árbitra: María Ortega |

| 13 de noviembre de 2004                                                                  | Canadá                                                                     | 7:0 (4:0) | Tailandia | Estadio Rajamangala, Bangkok                         |                                                      |
| 19:45 THA (UTC+7)                                                                        | Dennis 11' · Timko 25', 35', 56' · Robinson 33' · Maranda 46' · Jamani 54' | Reporte   |           | Asistencia: 5 500 espectadores Árbitra: Anna De Toni | Asistencia: 5 500 espectadores Árbitra: Anna De Toni |
| Mayor victoria de Canadá y peor derrota de Tailandia en la Copa Mundial Femenina Sub-19. |                                                                            |           |           |                                                      |                                                      |

| 16 de noviembre de 2004 | Alemania                      | 3:3 (3:2) | Canadá                             | Estadio Rajamangala, Bangkok                         |                                                      |
| 19:45 THA (UTC+7)       | Hanebeck 4' · Mittag 10', 37' | Reporte   | Lang 40' · Maranda 42' · Timko 63' | Asistencia: 2 500 espectadores Árbitra: Sarah Girard | Asistencia: 2 500 espectadores Árbitra: Sarah Girard |

| 16 de noviembre de 2004 | Australia                                                             | 5:0 (4:0) | Tailandia | Estadio del 700.º Aniversario, Chiang Mai            |                                                      |
| 19:45 THA (UTC+7) | McCallum 10', 19' · Wiwasukhu 26' (a.g.) · Ledbrook 45' · Kuralay 55' | Reporte   |           | Asistencia: 21 600 espectadores Árbitra: Mayumi Oiwa | Asistencia: 21 600 espectadores Árbitra: Mayumi Oiwa |
| Mayor victoria de Australia en la Copa Mundial Femenina Sub-19. Tailandia es la primera anfitriona en quedar eliminada en primera fase, perdiendo todos sus partidos y sin marcar ningún gol. |                                                                       |           |           |                                                      |                                                      |

### Grupo B
| Selección | Pts. | PJ | PG | PE | PP | GF | GC | Dif. |
| --------- | ---- | -- | -- | -- | -- | -- | -- | ---- |
| Brasil    | 6    | 3  | 2  | 0  | 1  | 6  | 5  | 1    |
| China     | 6    | 3  | 2  | 0  | 1  | 4  | 3  | 1    |
| Nigeria   | 4    | 3  | 1  | 1  | 1  | 4  | 4  | 0    |
| Italia    | 1    | 3  | 0  | 1  | 2  | 3  | 5  | −2   |

| 10 de noviembre de 2004 | Nigeria | 0:1 (0:0) | China          | Estadio del 700.º Aniversario, Chiang Mai            |                                                      |
| 17:00 THA (UTC+7) |         | Reporte   | Zhang Ying 77' | Asistencia: 6 000 espectadores Árbitra: Sarah Girard | Asistencia: 6 000 espectadores Árbitra: Sarah Girard |
| China hizo su debut absoluto en una Copa Mundial Femenina Sub-19. Primera victoria de China en Mundiales femeninos Sub-19. |         |           |                |                                                      |                                                      |

| 10 de noviembre de 2004                                            | Italia    | 1:2 (0:1) | Brasil                       | Estadio del 700.º Aniversario, Chiang Mai           |                                                     |
| 19:45 THA (UTC+7)                                                  | Ricco 64' | Reporte   | Costi 11' (a.g.) · Kelly 84' | Asistencia: 6 000 espectadores Árbitra: Hong Eun-ah | Asistencia: 6 000 espectadores Árbitra: Hong Eun-ah |
| Italia hizo su debut absoluto en una Copa Mundial Femenina Sub-19. |           |           |                              |                                                     |                                                     |

| 13 de noviembre de 2004 | China                      | 2:1 (0:1) | Italia    | Estadio del 700.º Aniversario, Chiang Mai               |                                                         |
| 17:00 THA (UTC+7)       | Wang Kun 52' · Xu Yuan 82' | Reporte   | Ricco 24' | Asistencia: 6 000 espectadores Árbitra: Jacqui Melksham | Asistencia: 6 000 espectadores Árbitra: Jacqui Melksham |

| 13 de noviembre de 2004                                         | Brasil                    | 2:3 (0:2) | Nigeria                         | Estadio del 700.º Aniversario, Chiang Mai              |                                                        |
| 19:45 THA (UTC+7)                                               | Marta 55' · Cristiane 83' | Reporte   | Uwak 9' · Godwin 14' · Sabi 90' | Asistencia: 7 687 espectadores Árbitra: Virginia Tovar | Asistencia: 7 687 espectadores Árbitra: Virginia Tovar |
| Primera victoria de Nigeria en la Copa Mundial Femenina Sub-19. |                           |           |                                 |                                                        |                                                        |

| 16 de noviembre de 2004                                                                | China          | 1:2 (0:1) | Brasil                    | Estadio Rajamangala, Bangkok                                |                                                             |
| 17:00 THA (UTC+7)                                                                      | Lou Xiaoxu 53' | Reporte   | Marta 38' · Cristiane 47' | Asistencia: 2 500 espectadores Árbitra: Alexandra Ihringova | Asistencia: 2 500 espectadores Árbitra: Alexandra Ihringova |
| Primera clasificación de China a una segunda fase de una Copa Mundial Femenina Sub-19. |                |           |                           |                                                             |                                                             |

| 16 de noviembre de 2004                                                                  | Italia      | 1:1 (0:0) | Nigeria  | Estadio del 700.º Aniversario, Chiang Mai           |                                                     |
| 19:45 THA (UTC+7)                                                                        | Manieri 68' | Reporte   | Sabi 88' | Asistencia: 5 400 espectadores Árbitra: Martha Toro | Asistencia: 5 400 espectadores Árbitra: Martha Toro |
| Primera clasificación de Nigeria a una segunda fase de una Copa Mundial Femenina Sub-19. |             |           |          |                                                     |                                                     |

### Grupo C
| Selección      | Pts. | PJ | PG | PE | PP | GF | GC | Dif. |
| -------------- | ---- | -- | -- | -- | -- | -- | -- | ---- |
| Estados Unidos | 9    | 3  | 3  | 0  | 0  | 8  | 1  | 7    |
| Rusia          | 3    | 3  | 1  | 0  | 2  | 5  | 7  | −2   |
| Corea del Sur  | 3    | 3  | 1  | 0  | 2  | 3  | 5  | −2   |
| España         | 3    | 3  | 1  | 0  | 2  | 3  | 6  | −3   |

| 11 de noviembre de 2004                                                   | Corea del Sur | 0:3 (0:2) | Estados Unidos                               | Estadio Surakul, Phuket                                 |                                                         |
| 17:00 THA (UTC+7)                                                         |               | Reporte   | Woznuk 15' (pen.) · Rodríguez 17' · Gray 72' | Asistencia: 9 900 espectadores Árbitra: Antonia Kokotou | Asistencia: 9 900 espectadores Árbitra: Antonia Kokotou |
| Corea del Sur hizo su debut absoluto en una Copa Mundial Femenina Sub-19. |               |           |                                              |                                                         |                                                         |

| 11 de noviembre de 2004 | Rusia                                                       | 4:1 (2:1) | España    | Estadio Surakul, Phuket                                   |                                                           |
| 19:45 THA (UTC+7) | Terekhova 10' · Sochneva 36' · Petrova 76' · Gil 88' (a.g.) | Reporte   | Zufía 24' | Asistencia: 5 000 espectadores Árbitra: Pannipar Kamnueng | Asistencia: 5 000 espectadores Árbitra: Pannipar Kamnueng |
| España y Rusia hicieron sus debuts absolutos en una Copa Mundial Femenina Sub-19. Primera y mayor victoria de Rusia en Mundiales femeninos Sub-19. |                                                             |           |           |                                                           |                                                           |

| 14 de noviembre de 2004 | Estados Unidos                                    | 4:1 (2:0) | Rusia        | Estadio Surakul, Phuket                             |                                                     |
| 17:00 THA (UTC+7)       | Woznuk 2' (pen.) · Rostedt 25', 60' · Rapinoe 63' | Reporte   | Sochneva 46' | Asistencia: 8 563 espectadores Árbitra: Mayumi Oiwa | Asistencia: 8 563 espectadores Árbitra: Mayumi Oiwa |

| 14 de noviembre de 2004                                        | España        | 2:1 (1:0) | Corea del Sur  | Estadio Surakul, Phuket                                  |                                                          |
| 19:45 THA (UTC+7)                                              | Boho 19', 57' | Reporte   | E. S. Park 72' | Asistencia: 13 563 espectadores Árbitra: Deidre Mitchell | Asistencia: 13 563 espectadores Árbitra: Deidre Mitchell |
| Primera victoria de España en la Copa Mundial Femenina Sub-19. |               |           |                |                                                          |                                                          |

| 18 de noviembre de 2004 | Estados Unidos | 1:0 (1:0) | España | Estadio Surakul, Phuket                                |                                                        |
| 17:00 THA (UTC+7)       | Rostedt 44'    | Reporte   |        | Asistencia: 9 652 espectadores Árbitra: Virginia Tovar | Asistencia: 9 652 espectadores Árbitra: Virginia Tovar |

| 18 de noviembre de 2004 | Corea del Sur                  | 2:0 (1:0) | Rusia | Estadio Rajamangala, Bangkok                          |                                                       |
| 17:00 THA (UTC+7) | J. E. Lee 21' · H. E. Park 55' | Reporte   |       | Asistencia: 800 espectadores Árbitra: Jacqui Melksham | Asistencia: 800 espectadores Árbitra: Jacqui Melksham |
| Primera victoria de Corea del Sur en la Copa Mundial Femenina Sub-19. Primera clasificación de Rusia a una segunda fase de un Mundial femenino Sub-19. |                                |           |       |                                                       |                                                       |

### Tabla de terceros
Los dos equipos mejor ubicados en esta tabla clasificaron a los cuartos de final.
| Selección     | Gr. | Pts. | PJ | PG | PE | PP | GF | GC | Dif. |
| ------------- | --- | ---- | -- | -- | -- | -- | -- | -- | ---- |
| Nigeria       | B   | 4    | 3  | 1  | 1  | 1  | 4  | 4  | 0    |
| Australia     | A   | 3    | 3  | 1  | 0  | 2  | 6  | 6  | 0    |
| Corea del Sur | C   | 3    | 3  | 1  | 0  | 2  | 3  | 5  | −2   |

## Fase de eliminatorias

### Cuadro de desarrollo
|  | Cuartos de final                          | Cuartos de final                          |                                           |   | Semifinales                  | Semifinales                  |  |  | Final | Final |
|  |                                           |                                           |                                           |   |                              |                              |  |  |       |       |
|  | 21 de noviembre – Chiang Mai              |                                           |                                           |   |                              |                              |  |  |       |       |
|  |                                           |                                           |                                           |   |                              |                              |  |  |       |       |
|  | Alemania (p.)                             | 1 (5)                                     |                                           |   |                              |                              |  |  |       |       |
|  | Alemania (p.)                             | 1 (5)                                     | 24 de noviembre – Bangkok (Suphachalasai) |   |                              |                              |  |  |       |       |
|  | Nigeria                                   | 1 (4)                                     |                                           |   |                              |                              |  |  |       |       |
|  | Nigeria                                   | 1 (4)                                     | Alemania                                  | 3 |                              |                              |  |  |       |       |
|  | 21 de noviembre – Chiang Mai              |                                           | Alemania                                  | 3 |                              |                              |  |  |       |       |
|  |                                           | Estados Unidos                            | 1                                         |   |                              |                              |  |  |       |       |
|  | Estados Unidos                            | Estados Unidos                            | 1                                         | 2 |                              |                              |  |  |       |       |
|  | Estados Unidos                            |                                           | 27 de noviembre – Bangkok (Suphachalasai) | 2 |                              |                              |  |  |       |       |
|  | Australia                                 | 0                                         |                                           |   |                              |                              |  |  |       |       |
|  | Australia                                 | 0                                         | Alemania                                  | 2 |                              |                              |  |  |       |       |
|  | 21 de noviembre – Bangkok (Suphachalasai) |                                           | Alemania                                  | 2 |                              |                              |  |  |       |       |
|  |                                           | China                                     | 0                                         |   |                              |                              |  |  |       |       |
|  | Brasil (t. s.)                            | China                                     | 0                                         | 4 |                              |                              |  |  |       |       |
|  | Brasil (t. s.)                            | 24 de noviembre – Bangkok (Suphachalasai) |                                           | 4 |                              |                              |  |  |       |       |
|  | Rusia                                     | 2                                         |                                           |   |                              |                              |  |  |       |       |
|  | Rusia                                     | 2                                         | Brasil                                    | 0 |                              |                              |  |  |       |       |
|  | 21 de noviembre – Bangkok (Suphachalasai) |                                           | Brasil                                    | 0 |                              |                              |  |  |       |       |
|  |                                           | China                                     | 2                                         |   | Partido por el tercer puesto | Partido por el tercer puesto |  |  |       |       |
|  | Canadá                                    | China                                     | 2                                         | 1 | Partido por el tercer puesto | Partido por el tercer puesto |  |  |       |       |
|  | Canadá                                    |                                           | 27 de noviembre – Bangkok (Suphachalasai) | 1 |                              |                              |  |  |       |       |
|  | China                                     | 3                                         |                                           |   |                              |                              |  |  |       |       |
|  | China                                     | 3                                         | Estados Unidos                            | 3 |                              |                              |  |  |       |       |
|  |                                           |                                           |                                           |   |                              |                              |  |  |       |       |
|  | Brasil                                    | 0                                         |                                           |   |                              |                              |  |  |       |       |
|  | Brasil                                    | 0                                         |                                           |   |                              |                              |  |  |       |       |

### Cuartos de final
| 21 de noviembre de 2004 | Alemania                                       | 1:1 (1:1, 0:1) (t. s.)(5:4 p.) | Nigeria                                | Estadio del 700.º Aniversario, Chiang Mai            |                                                      |
| 17:00 THA (UTC+7)       | Mittag 86'                                     | Reporte                        | Udoh 35'                               | Asistencia: 6 579 espectadores Árbitra: María Ortega | Asistencia: 6 579 espectadores Árbitra: María Ortega |
|                         |                                                | Tiros desde el punto penal     |                                        |                                                      |                                                      |
|                         | Behringer · Thomas · Hauer · Hanebeck · Mittag |                                | Godwin · Udoh · Iwuagwu · Yusuf · Sike |                                                      |                                                      |

| 21 de noviembre de 2004 | Brasil                                          | 4:2 (2:2, 1:1) (t. s.) | Rusia                           | Estadio Suphachalasai, Bangkok                            |                                                           |
| 17:00 THA (UTC+7)       | Marta 42' · Cristiane 90+4' · Sandra 110', 113' | Reporte                | Tsybutovich 29' · Tsidikova 61' | Asistencia: 5 400 espectadores Árbitra: Pannipar Kamnueng | Asistencia: 5 400 espectadores Árbitra: Pannipar Kamnueng |

| 21 de noviembre de 2004 | Estados Unidos              | 2:0 (0:0) | Australia | Estadio del 700.º Aniversario, Chiang Mai           |                                                     |
| 19:45 THA (UTC+7)       | Rodriguez 54' · Rapinoe 68' | Reporte   |           | Asistencia: 8 280 espectadores Árbitra: Mayumi Oiwa | Asistencia: 8 280 espectadores Árbitra: Mayumi Oiwa |

| 21 de noviembre de 2004                                                               | Canadá    | 1:3 (0:2) | China                                  | Estadio Suphachalasai, Bangkok                       |                                                      |
| 19:45 THA (UTC+7)                                                                     | Timko 63' | Reporte   | Zhang Ying 3' (pen.), 21' · Liu Sa 65' | Asistencia: 5 400 espectadores Árbitra: Anna De Toni | Asistencia: 5 400 espectadores Árbitra: Anna De Toni |
| Primera clasificación de China a las semifinales de una Copa Mundial Femenina Sub-19. |           |           |                                        |                                                      |                                                      |

### Semifinales
| 24 de noviembre de 2004                                                           | Alemania                                 | 3:1 (1:1) | Estados Unidos   | Estadio Suphachalasai, Bangkok                        |                                                       |
| 17:00 THA (UTC+7)                                                                 | Krahn 11' · Behringer 69' · Hanebeck 82' | Reporte   | Krahn 16' (a.g.) | Asistencia: 10 500 espectadores Árbitra: Anna De Toni | Asistencia: 10 500 espectadores Árbitra: Anna De Toni |
| Primera clasificación de Alemania a la final de una Copa Mundial Femenina Sub-19. |                                          |           |                  |                                                       |                                                       |

| 24 de noviembre de 2004                                                        | Brasil | 0:2 (0:2) | China               | Estadio Suphachalasai, Bangkok                               |                                                              |
| 19:45 THA (UTC+7)                                                              |        | Reporte   | Lou Xiaoxu 11', 42' | Asistencia: 10 500 espectadores Árbitra: Alexandra Ihringova | Asistencia: 10 500 espectadores Árbitra: Alexandra Ihringova |
| Primera clasificación de China a la final de una Copa Mundial Femenina Sub-19. |        |           |                     |                                                              |                                                              |

### Tercer puesto
| 27 de noviembre de 2004 | Estados Unidos                       | 3:0 (2:0) | Brasil | Estadio Suphachalasai, Bangkok                        |                                                       |
| 16:00 THA (UTC+7)       | Hanks 21' · Rapinoe 27' · Woznuk 73' | Reporte   |        | Asistencia: 23 000 espectadores Árbitra: Sarah Girard | Asistencia: 23 000 espectadores Árbitra: Sarah Girard |

### Final
| 27 de noviembre de 2004 | Alemania                   | 2:0 (1:0) | China | Estadio Suphachalasai, Bangkok                          |                                                         |
| 19:00 THA (UTC+7)       | Laudehr 4' · Behringer 82' | Reporte   |       | Asistencia: 23 000 espectadores Árbitra: Virginia Tovar | Asistencia: 23 000 espectadores Árbitra: Virginia Tovar |

|                              |
| Bandera de Alemania          |
| Campeón Alemania 1.er título |

## Estadísticas

### Tabla general
| Pos. | Selección      | Pts. | PJ | PG | PE | PP | GF | GC | Dif. | Rend.  |
| ---- | -------------- | ---- | -- | -- | -- | -- | -- | -- | ---- | ------ |
| 1    | Alemania       | 14   | 6  | 4  | 2  | 0  | 19 | 5  | 14   | 77,77% |
| 2    | China          | 12   | 6  | 4  | 0  | 2  | 9  | 6  | 3    | 66,66% |
| 3    | Estados Unidos | 15   | 6  | 5  | 0  | 1  | 14 | 4  | 10   | 83,33% |
| 4    | Brasil         | 9    | 6  | 3  | 0  | 3  | 10 | 12 | −2   | 50%    |
| 5    | Canadá         | 7    | 4  | 2  | 1  | 1  | 13 | 7  | 6    | 58,33% |
| 6    | Nigeria        | 5    | 4  | 1  | 2  | 1  | 5  | 5  | 0    | 41,66% |
| 7    | Australia      | 3    | 4  | 1  | 0  | 3  | 6  | 8  | −2   | 25%    |
| 8    | Rusia          | 3    | 4  | 1  | 0  | 3  | 7  | 11 | −4   | 25%    |
| 9    | Corea del Sur  | 3    | 3  | 1  | 0  | 2  | 3  | 5  | −2   | 33,33% |
| 10   | España         | 3    | 3  | 1  | 0  | 2  | 3  | 6  | −3   | 33,33% |
| 11   | Italia         | 1    | 3  | 0  | 1  | 2  | 3  | 5  | −2   | 11,11% |
| 12   | Tailandia      | 0    | 3  | 0  | 0  | 3  | 0  | 18 | −18  | 0%     |

### Goleadoras
| Jugador                | Selección      | Goles |
| ---------------------- | -------------- | ----- |
| Brittany Timko         | Canadá         | 7     |
| Anja Mittag            | Alemania       | 6     |
| Cristiane              | Brasil         | 3     |
| Lou Xiaoxu             | China          | 3     |
| Marta                  | Brasil         | 3     |
| Collette McCallum      | Australia      | 3     |
| Célia Okoyino da Mbabi | Alemania       | 3     |
| Megan Rapinoe          | Estados Unidos | 3     |
| Jessica Rostedt        | Estados Unidos | 3     |
| Angie Woznuk           | Estados Unidos | 3     |
| Zhang Ying             | China          | 3     |

## Premios y reconocimientos

### Balón de Oro
El Balón de Oro Adidas se otorga a la mejor jugadora de la competición, quien es escogida por un grupo técnico de FIFA basándose en las actuaciones a lo largo de la competencia. Para la evaluación son tomados en cuenta varios aspectos como las capacidades ofensivas y defensivas, los goles anotados, las asistencias a gol, el liderazgo para con su equipo, el comportamiento de la jugadora y la instancia a donde llegue su equipo. La segunda mejor jugadora se lleva el Balón de Plata y la tercera el Balón de Bronce.
| Premio          |  | Jugadora     | Selección      |
| --------------- |  | ------------ | -------------- |
| Balón de Oro    |  | Marta        | Brasil         |
| Balón de Plata  |  | Angie Woznuk | Estados Unidos |
| Balón de Bronce |  | Anja Mittag  | Alemania       |

### Bota de Oro
La Bota de Oro Adidas es el premio para la mayor goleadora del mundial. Para escoger a la ganadora, se toman en cuenta en primera instancia y ante todo, los goles anotados, y en caso de empate son tomadas en cuenta las asistencias de goles realizadas y finalmente quien tenga la mayor cantidad de goles en la menor cantidad de minutos jugados y por tanto mayor efectividad. La segunda mayor goleadora se lleva la Bota de Plata y la tercera la Bota de Bronce.
| Premio         |  | Jugadora       | Selección      | Goles | Asistencias |
| -------------- |  | -------------- | -------------- | ----- | ----------- |
| Bota de Oro    |  | Brittany Timko | Canadá         | 7     | 2           |
| Bota de Plata  |  | Anja Mittag    | Alemania       | 6     | 3           |
| Bota de Bronce |  | Angie Woznuk   | Estados Unidos | 3     | 3           |

### Juego limpio
El Premio al Juego Limpio de la FIFA es otorgado por un grupo técnico de la FIFA al equipo que acumule menos faltas, menos tarjetas amarillas y rojas, así como el mayor respeto hacia el árbitro, hacia los rivales y hacia el público. Todos estos aspectos son evaluados a través de un sistema de puntos y criterios establecidos por el reglamento de la competencia.
| Premio                            | Selección      |
| --------------------------------- | -------------- |
| Premio al Juego Limpio de la FIFA | Estados Unidos |

### Equipo estelar
| Porteras                   | Defensoras                                                               | Mediocampistas                                                                                | Delanteras                                            |
| -------------------------- | ------------------------------------------------------------------------ | --------------------------------------------------------------------------------------------- | ----------------------------------------------------- |
| Elvira Todua Ashlyn Harris | Wang Kun Akudo Sabi Elena Semenchenko Supaphon Kaeobaen Becky Sauerbrunn | Marta Zhang Ying Simone Laudehr Patricia Hanebeck Lee Jang-mi Svetlana Tsidikova Angie Woznuk | Cristiane Brittany Timko Veronica Boquete Anja Mittag |